# 海豚广场 (伦敦)

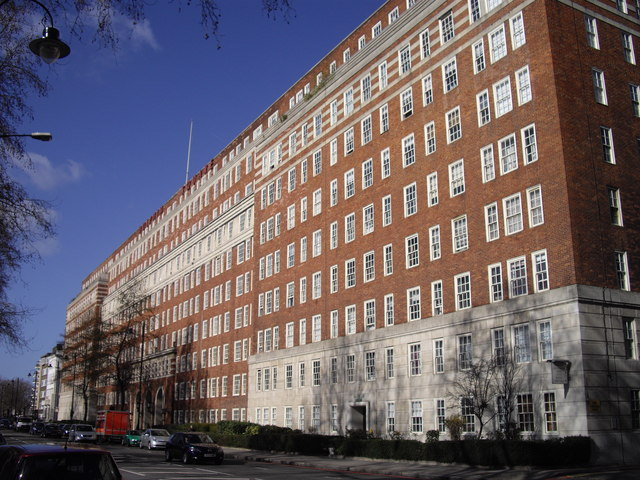
海豚广场

海豚广场（Dolphin Square）是伦敦皮姆利科的大型私人公寓和商务综合体，靠近泰晤士河，由理查德·赖兰·科斯坦建于1935年-1937年。这里的居民有超过70位国会议员，至少10位是上议员。
尼古拉斯·佩夫斯纳爵士称之为“欧洲最大的公寓”。

## 历史

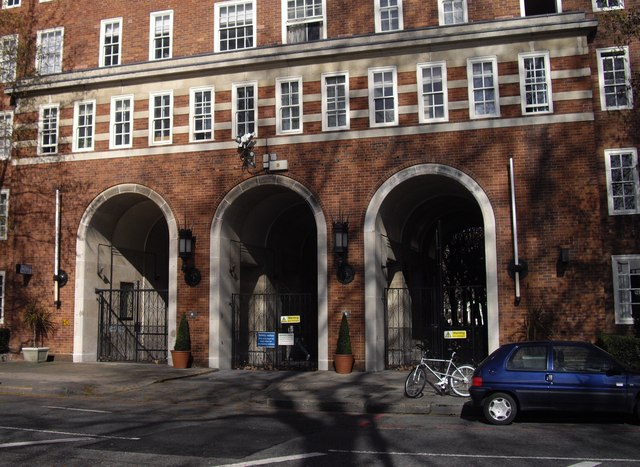
格罗夫纳路入口到海豚广场

海豚广场在1958年被科斯坦以240万英镑出售， 几经转手之后，2006年，海豚广场以2亿英镑被美国威斯布鲁克控股集团收购。

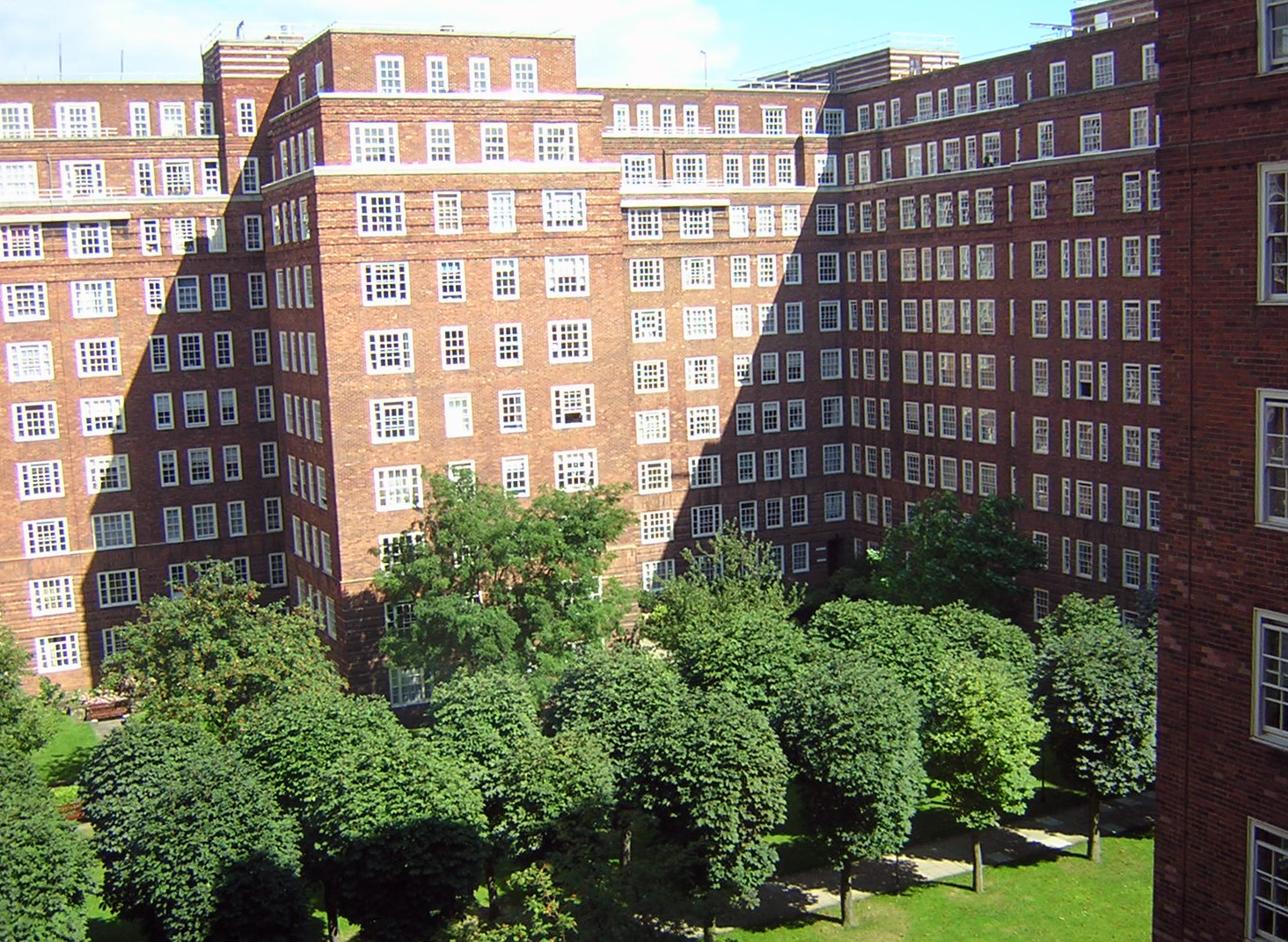
海豚广场